# Odo Löwe
Odo Löwe (Loewe) (19. januar 1884 Stettin – 2. februar 1916 Nordsøen) var en tysk marineofficer, som under 1. verdenskrig var kommandant på den Kaiserliche Marines luftskibe L 9 og L 19.
På togt over England udgået fra luftskibsbasen i Tønder led L 19 på hjemturen motorhavari og blev beskudt over den hollandske ø Ameland så Löwe måtte nødlande på Nordsøen.
I en flaskepost skrev han sit sidste farvel, hvori de dramatiske omstændigheder afsløredes.

## Stationeret i Hage, Dresden og Tønder
Kaptajnløjtnant Odo Löwe var fra 24. juni til 19. oktober 1915 stationeret i Hage i Østfrisland som kommandant på L 9 med søløjtnant Braunhof som 1. officer.
Den 22. november 1915 overtog Löwe kommandoen over det nybyggede luftskib L 19 og blev stationeret i Dresden.
Han overflyttede 29. januar 1916 zeppelineren til luftskibsbasen i Tønder, men nåede kun at være stationeret der i 2 dage, inden han fløj afsted på sit sidste togt.

## L 9's rekognoscering 3. juli 1915
Den 3. juli 1915 var Odo Löwe fra basen i Hage på L 9 sammen med L 5 på rekognoscering i forbindelse med minerydning i den Tyske Bugt. De holdt øje med indtrængende engelske skibe og Löwe rapporterede til Nordholz alle fjendtlige bevægelser. L 11 (Buttlar-Brandenfels) fandt de engelske skibe ud for Ameland og blev beskudt af krydseren Indomitable.

## L 9's bombning af Goole vest for Hull 9. august 1915
Som kommandant på L 9 var det planlagt at Löwe natten mellem 9. og 10. august 1915 skulle bombardere Kingston upon Hull ligesom kommandant Heinrich Mathy 2 måneder tidligere havde gjort med samme luftskib.

Imidlertid blev Löwe jaget væk fra byen af et par fly fra RNAS og nåede omkring 40 km længere vestpå langs floden Ouse til Goole, hvor der kastedes 8 eksplosive og 13 brandbomber, som dræbte 16 og sårede 11.
Desuden ramte luftskibet dokker og jernbanesidelinjer i Goole og på vej tilbage mod kysten ramte 3 brandbomber marker ved Hotham.

## L 19's bombning af Midtengland 31. januar 1916
Luftskibene L 19 med kommandant Odo Löwe og L 20 med kommandant Franz Stabbert afgik den 31. januar 1916 lige over middag fra luftskibsbasen i Tønder og fik følgeskab af 4 luftskibe fra Nordholz ved Cuxhaven og 3 fra Hage i Østfrisland, for at tage på bombetogt mod Midtengland.

Efter tæt tåge over Nordsøen krydsede L 19 den engelske kyst i regn og sne kl. 19.20 nær Sheringham i Norfolk, som den sidste af de 9 luftskibe og fortsattes vestpå.
Begyndende kl. 20.45 og indenfor en time bombarderede luftskibene L 20, L 15 (Joachim Breithaupt) og L 19 at bombardere Burton-upon-Trent i East Midlands.
L 19 fortsatte mod sydvest til West Midlands hvor resten af bombelasten omkring midnat kastedes over byerne Wednesbury, Dudley, Tipton og Walsall, alle nær West Bromwich i den nordvestlige udkant af Birmingham. Byerne var 4 timer tidligere blevet hårdt ramt af L 21 (Martin Dietrich).
L 19's angreb ramte en pub i Tipton og en stald i Walsall, hvor 1 hest, 4 grise og omkring 100 høns døde, men ingen mennesker rapporteredes dræbt.

### Problemer over Nordsøen 1. februar
Kl. 3.53 bad kommandant Löwe om en triangulær pejling fra stationerne ved luftskibsbasen i Nordholz og i Brügge og meddeltes en position mellem Kings Lynn og Norwich.
Efter at have krydset Norfolks kyst kl. 5.25 meddelte Löwe kl. 5.37 sin angrebsberetning over luftskibets Telefunken-radio (RT-anlæg).
Kl. 16.20 nåede en melding basen i Nordholz:

RT-anlæg uklar, tidvis 3 motorer uklar, position omkring Borkum, vind ugunstig. L19.

En pejling viste imidlertid ikke en position ved den tysk-østfrisiske ø Borkum, men ca. 25 sømil nord for den hollandske ø Ameland.
Luftskibet var ude af kurs og fløj i tågen omkring kl. 17 helt lavt ind mod Ameland og var mindre end 100 meter fra en vagtpost, da denne affyrede mindst 60 skud og uden tvivl ramte mere end én gang.
Luftskibet sås forsvinde i nordøstlig retning, men vinden friskede op mod nordvest og luftskibet måtte ud på aftenen nødlande på havet.

Ved midnat iværksattes med tyske torpedobåde en redningsaktion, da man siden eftermiddagen intet nyt havde hørt, men aktionen forblev resultatløs, bortset fra man næste formiddag fandt en af L 19's benzintanke liggende flydende 12 sømil nord for Borkum, hvad man tolkede som et desperat forsøg fra L 19's side for at vinde højde.
Ombord på den havarerede men på havet flydende L 19 var hjælpen nær tidligt om morgenen den 2. februar. Det engelske fiskedampskib King Stephen med kaptajn William Martin og i alt 9 ombord havde opdaget det havarerede luftskib og sejlede så tæt på, at kommandant Löwe var i stand til at råbe om hjælp og redning. Han kunne engelsk. Men den engelske kaptajn nægtede at tage dem ombord i frygt for at blive overmandet og forlod havaristedet ved daggry.

### Druknedøden 2. februar
De næste dage gik sandheden op for den tyske flådekommando, først gennem en opsnappet radiomelding den 3. februar om at L 19 var set af en engelsk trawler drivende i havet 110 sømil øst for Flamborough Head med mange overlevende, og engelske aviser rapporterede et par dage senere, at kaptajn William Martin faktisk havde talt med de overlevende.

Ifølge 2 senere fundne flaskeposter var hele den 16 mand besætning kl. 11 om formiddagen den 2. februar endnu i live, men kl. 11.30 var situationen så desperat, at man bad fælles bøn til gud.
Den første flaskepost gemt i en termokande blev 22. februar fisket op af det svenske sejlskib Stella og via havnen i Smögen sendt til Tyskland.
Heri lå Odo Löwes sidste hilsen til sin familie:

2. II. 16, kl. 12 middag.
Sidste time på platform i forening med mine folk på cirka 3°ø længde betænker jeg dine! Tilgiv mig alt, undervis vores børn.
Din Odo.

En fisker fra Marstrand fandt i Skagerrak i starten af august 1916 en almindelig ølflaske med flaskepost, hvor Löwe rapporterede til sine foresatte:

Med femten mænd på platformen og firsten cirka 3°øst i L 19's flydende krop, forsøger jeg en sidste rapportering.
Tredobbelt motorhavari, let modvind på hjemrejsen forsinket hjemturen og bragte mig i tåge, dette til Holland, hvor jeg stor geværild modtog, det blev svært, samtidig 3 motorhavarier.
Den 2. februar 1916 om eftermiddagen, cirka kl. 1 - er vel den sidste time.
Loewe

Odo Löwes enke Nora har ydet væsentligt bidrag til Thor Gootes bog 'Peter Strasser der F.d.L.', hvor tragedien er nøje beskrevet, som den oplevedes i det tyske hovedkvarter i Nordholz.

## Eksterne links
- http://de.metapedia.org/wiki/Loewe,_Odo_(Zeppelinkommandant)
- Wir erinnern an: Löwe, Odo Arkiveret 10. januar 2022 hos  Wayback Machine - weltkriegsopfer.de

1. ↑  Das Tragödie von L19 Arkiveret 26. juni 2014 hos  Wayback Machine - zeppelin-museum.dk
2. ↑  Zeppelin L 19 - zeppelin-museum.dk
3. ↑  The story of zeppelin L-11 Arkiveret 28. december 2014 hos  Wayback Machine - p159.phpnet.org
4. ↑  9th/10th August 1915 (Webside ikke længere tilgængelig) - iancastlezeppelin.co.uk
5. ↑  Zeppelin Attack - thegooleexperience.weebly.com
6. ↑  An East Coast Raid - goolefirstworldwar.blogspot.dk
7. ↑  Flaschenpost vom Marine-Luftschiff L19 (LZ 54) Arkiveret 30. oktober 2014 hos  Wayback Machine - philclub-bavaria.de
8. ↑  Luchtschepen boven ons land (Nederland en de Oorlog) - Leuwarden Courant 2. februar 1916
9. ↑  Luchtschepen boven Nederland in de Eerste Wereldoorlog (deel 2) Arkiveret 5. marts 2016 hos  Wayback Machine - landewers.net
10. ↑  The curse of the King Stephen Arkiveret 20. februar 2021 hos  Wayback Machine, af Rachel Branson
11. ↑  Retribution. The 'King Stephen' trawler and zeppelin 'L19' incident in the North Sea Arkiveret 12. august 2014 hos  Wayback Machine - flightglobal.com (illustration)
12. ↑  Notes tell airship's fate - New York Times 25. februar 1916.
13. ↑  Une bouteille receuille en mer annonce la perte du Zeppelin L 19 Arkiveret 4. november 2014 hos  Wayback Machine - Cherbourg-Éclair 25. februar 1916
14. ↑  Last messages from L19 - Flight 17. august 1916
15. ↑  L 19's forlis Arkiveret 2. april 2015 hos  Wayback Machine - uddrag af bogen 'Peter Strasser der F.d.L.' - ribewiki.dk